# Kawaniši H8K
Kawaniši H8K (japonsky: 二式飛行艇, Nišiki hikótei, Létající člun typu 2; 二式大型飛行艇, Nišiki daikei hikótei, Velký létající člun typu 2; 二式大艇, Nišiki daitei nebo Nišiki taitei, Velký člun typu 2) byl létající člun japonského císařského námořního letectva používaný během druhé světové války k hlídkování nad oceánem. Spojenecké kódové označení pro tento typ bylo Emily.

## Vývoj

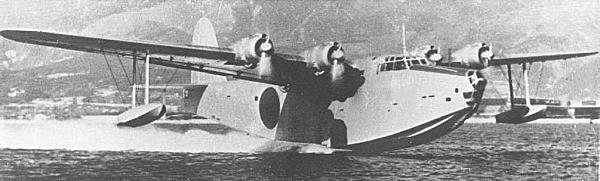
Vzlétající H8K

Ve stejné době, kdy v roce 1938 vstupoval do služby Kawaniši H6K, si námořnictvo objednalo vývoj většího hlídkového letounu s delším doletem. Výsledkem byl velký hornoplošník považovaný za nejlepší létající člun celého konfliktu. Vývoj letounu ale nebyl idylický. První prototyp vykazoval velmi špatné vlastnosti na vodě a teprve až změny tvaru trupu u dalších prototypů vedly ke zlepšení.
H8K se začal vyrábět v roce 1941 a na první bojovou operaci se vydal v noci na 4. března 1942 při pokusu o průzkum námořní základny Pearl Harbor. Protože cíl ležel mimo dolet létajících člunů, počítal tento smělý plán s doplněním paliva z ponorek na smluveném místě u Francouzských fregatních mělčin (malý atol mezi Midway a Havají). Průzkum označovaný jako operace K byl provedem v noci za úplňku, při odletu byly shozeny zápalné pumy pro psychologický efekt. Kvůli oblačnosti mise skončila neúspěchem.

## Verze

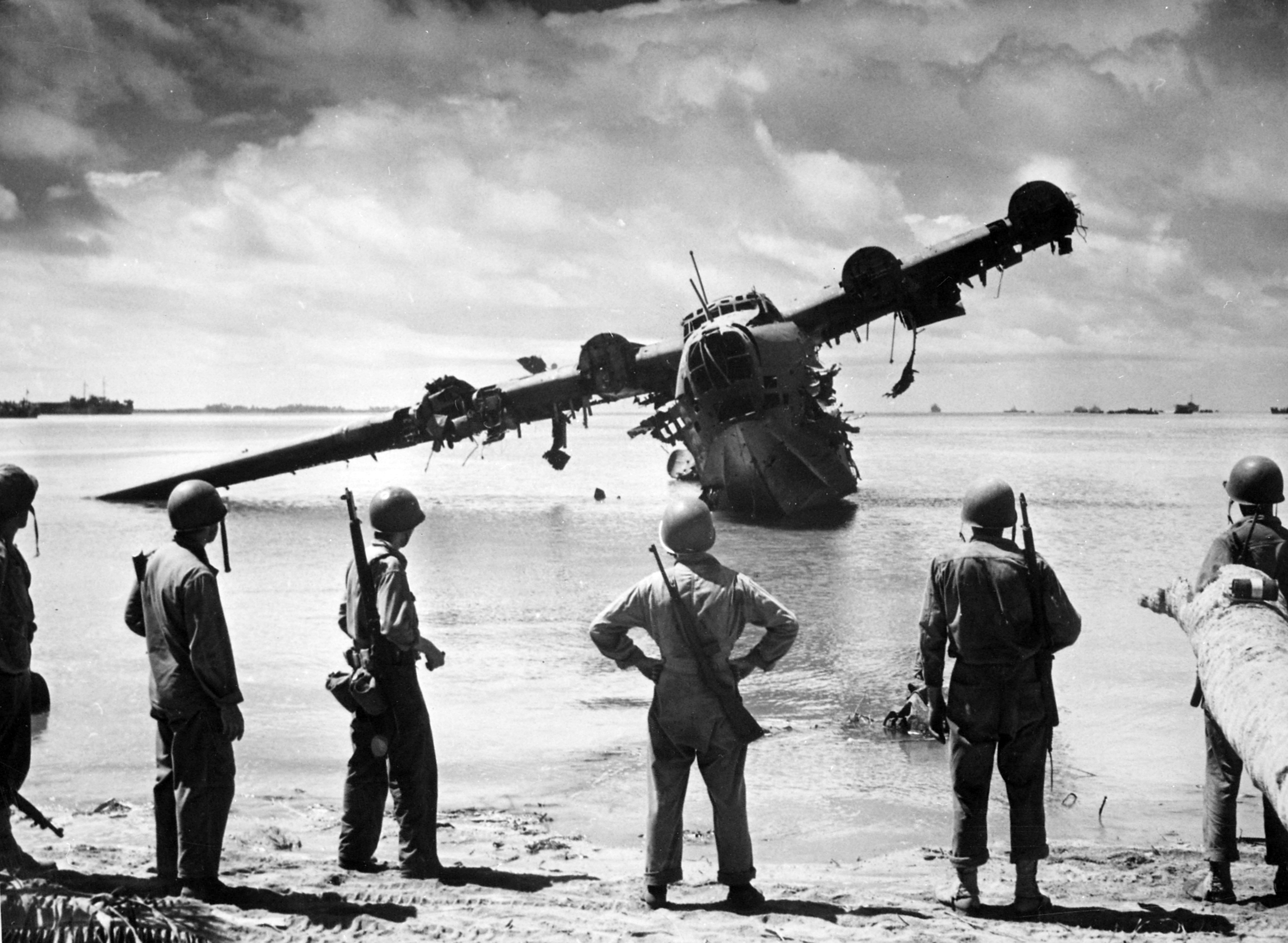
Rozstřílený H8K v laguně atolu Makin v listopadu 1943

Brzy se objevila vylepšená verze H8K2 a její extrémně těžká obranná výzbroj jí mezi spojeneckými letci vysloužila přezdívku „Létající dikobraz“ (Flying Porcupine). Se 112 vyrobenými kusy byla H8K2 konečnou výrobní verzí. Těmto strojům bylo v průběhu války v Pacifiku přidělováno široké spektrum úkolů sahající od hlídkování a průzkumu až po bombardování a transportní lety. Bylo také postaveno skoro 40 strojů čistě transportní verze H8K2-L schopné přepravit až 62 vojáků. Tyto letouny byly známé také jako Seikú (晴空, Čistá obloha).
Celkem bylo vyrobeno 167 kusů a jen čtyři se dočkaly konce války. Jeden z nich, H8K2, padl na konci války do rukou amerických jednotek a byl zkoušen ve Spojených státech. Nakonec byl v roce 1979 vrácen do Japonska a vystaven v tokijském Muzeu námořní vědy (Museum of Maritime Science) až do roku 2004, kdy byl přemístěn do muzea v Kagošimě.

## Specifikace (H8K2)

Třípohledový nákres H8K3

### Technické údaje
- Osádka: 10
- Rozpětí: 38,00 m
- Délka: 28,15 m
- Výška: 9,15 m
- Nosná plocha: 160 m²
- Hmotnost prázdného letounu: 18 380 kg
- Vzletová hmotnost: 24 500 kg
- Maximální vzletová hmotnost: 32 500 kg
- Pohonná jednotka: 4 × dvouhvězdicový čtrnáctiválec Micubiši Kasei 22
  - Výkon motoru: 1850 k (cca 1361 kW)

### Výkony
- Maximální rychlost: 465 km/h
- Dostup: 8760 m
- Počáteční stoupavost: 8,1 m/s
- Dolet: 7150 km

### Výzbroj
- 5 × 20mm kanón typu 99 (po jednom v příďové, hřbetní a ocasní věži, po jednom v bočních střelištích)
- 5 × 7,7mm letecký kulomet typu 92 (pohyblivě lafetované v trupových střelištích)
- 2 × letecké torpédo o hmotnosti po 800 kg (každé) nebo 1 000 kg pum či hlubinných náloží

### Avionika
Část letounů nesla protilodní radar Vzor VI Model 1